# Santon

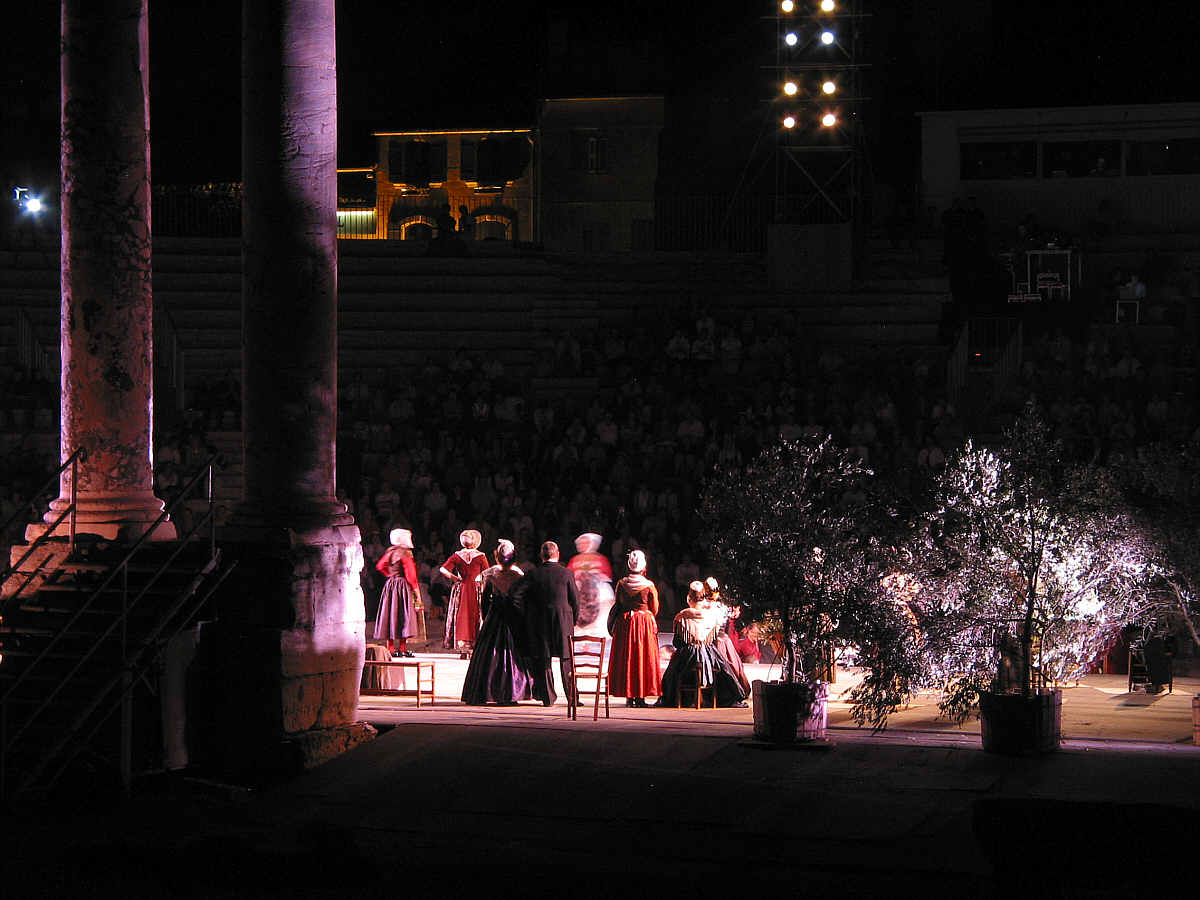
Arles: Antikes Theater, Vorführung provenzalischer Trachten. Wie eine Gruppe Santons stehen die Personen in der Ruine

Ein Santon (provenzalisch „santoun“: kleiner Heiliger) ist eine provenzalische Krippenfigur aus Ton (oder in Serienfertigung aus Terrakotta).

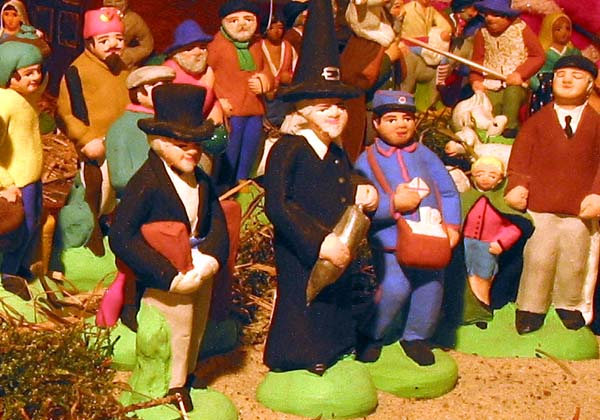
Santons (11 cm) Gruppe

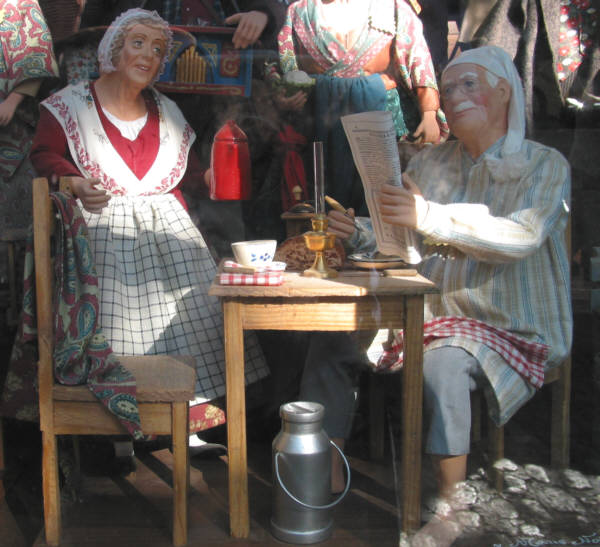
„Bekleidete“ Santons

Santons (genauer: Santon de Provence) sind meist zwischen 4 und 15 cm groß, es gibt aber auch 1 cm und 1 m große Santons. Sie werden bunt bemalt, manche, die teureren, sind auch mit Stoffkleidern bekleidet.
Die meisten Santons stellen Figuren aus der Provence dar und haben keinen direkten Bezug zur Weihnachtsgeschichte. So gibt es den Richter, Arzt, Briefträger, Tartarin (nach einer Figur Alphonse Daudets, auf dem Bild links hinten), die alte Dame in einer provenzalischen Tracht, den Blinden mit dem Kind als Führer (auf dem Bild rechts) und alle möglichen Bewohner einer kleinen Stadt. Zu jeder Figur gibt es außerdem eine kleine Geschichte.
In Les Baux-de-Provence gibt es ein kleines Museum der Santons. 
Der schwäbische Historiker und Schriftsteller Gerhard Raff hat eine Sammlung von über 500 Figuren des Marseillaiser Santonniers Marcel Carbonel zusammengetragen, die als Crèche provençale im Museum für Kunst und Gewerbe Hamburg, 2014 im Museum der Alltagskultur des Landesmuseums Baden-Württemberg im Schloss Waldenburg und 2015 im Dom St. Peter und Paul in Brandenburg an der Havel gezeigt wurde.

## Geschichte
Als in den Wirren der Französischen Revolution zu Ende des 18. Jahrhunderts die Kirchen geschlossen oder zweckentfremdet wurden, durften zu Weihnachten die üblichen großen Krippen nicht mehr in den Kirchen aufgebaut werden. Die Provenzalen bastelten sich dann eigene Krippenfiguren aus Brotteig, bemalten diese, wenn er trocken war, und bauten in ihren Wohnungen kleine Krippen auf. Aus diesem Brauch entwickelte sich ein eigenes Kunstgewerbe, die Santon-Herstellung durch den Santonnier, ein eigenständiger Ausbildungsberuf. 
In der Anfangszeit gab es fast nur historisierende Figuren, zum Beispiel Bauern in der historischen Festtagstracht. Heute tauchen auch zeitgenössische Darstellungen, wie etwa  „Touristen“ und „Fotografen“ auf.

## Herstellung
Jeder Santonnier entwirft seine eigenen Figuren. Von der Urform wird eine zweiteilige Gipsform (frz. moule) abgenommen. Mit dieser Form können über Jahrzehnte hinweg Kopien aus „fettem“ Ton hergestellt werden, die getrocknet und gebrannt werden. Teilweise kommen diese rohen Figuren zum Verkauf, in der Regel werden diese aber bemalt.
Die Ausführung ist unterschiedlich ausgeprägt und jede Region der Provence hat gewisse eigene Charakteristika. Es gibt einfache, eher naive und an den Ursprung erinnernde Ausführungen, und andere, die manieristisch genau modelliert werden, insbesondere unter den „bekleideten“ Santons, bei denen nur Kopf, Hände und Füße (samt Podest) aus Ton hergestellt sind.